# Перевальное (Воронежская область)
Перевальное — село в Подгоренском районе Воронежской области. Входит в состав Переваленского сельского поселения.

## География
Расположено в 16 км к северо-западу от районного центра.

## Население
| 1859 | 1897  | 2010 |
| ---- | ----- | ---- |
| 924  | ↗1696 | ↘384 |